# Pfarrkirche St. Oswald ob Hornburg

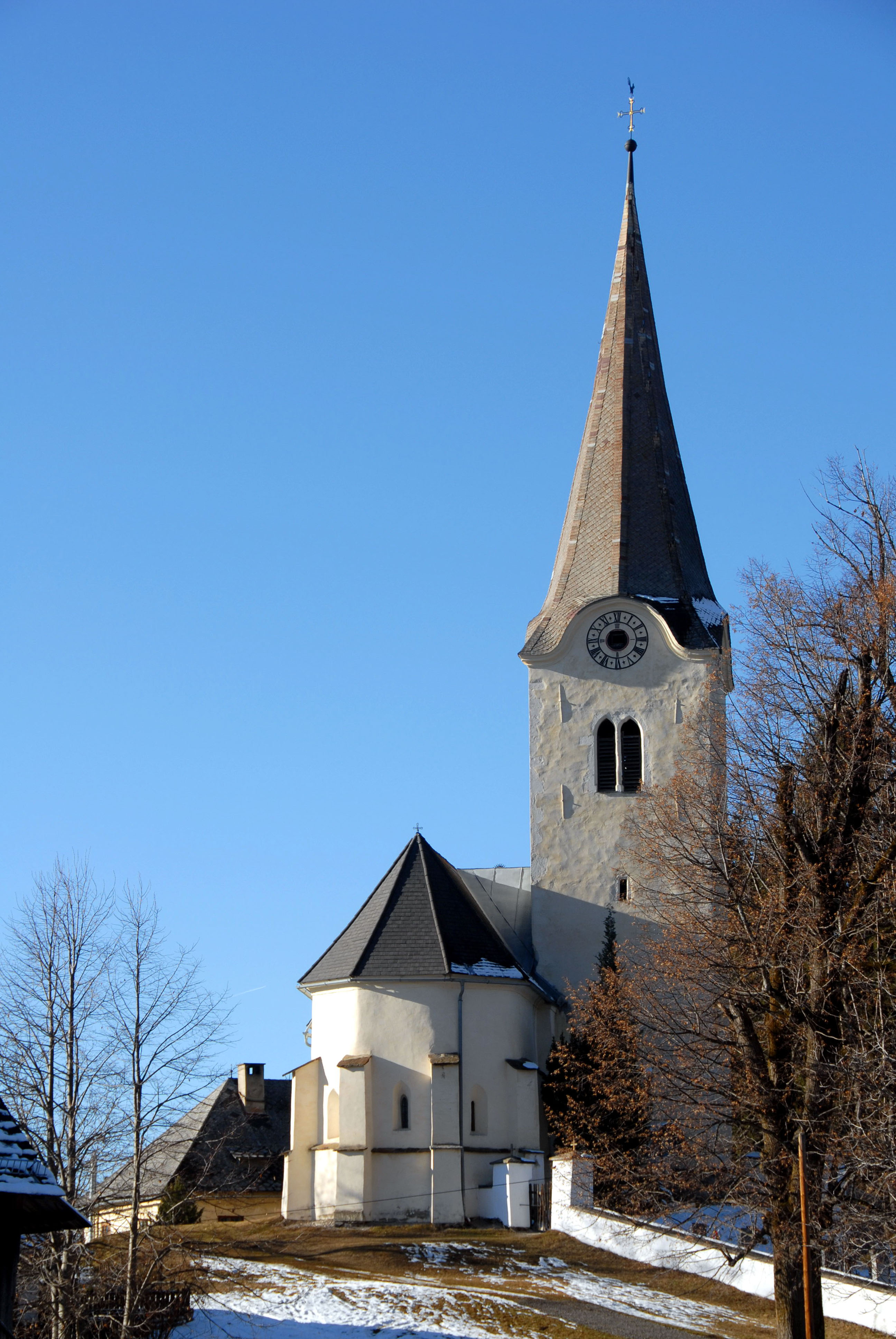
Pfarrkirche St. Oswald ob Hornburg

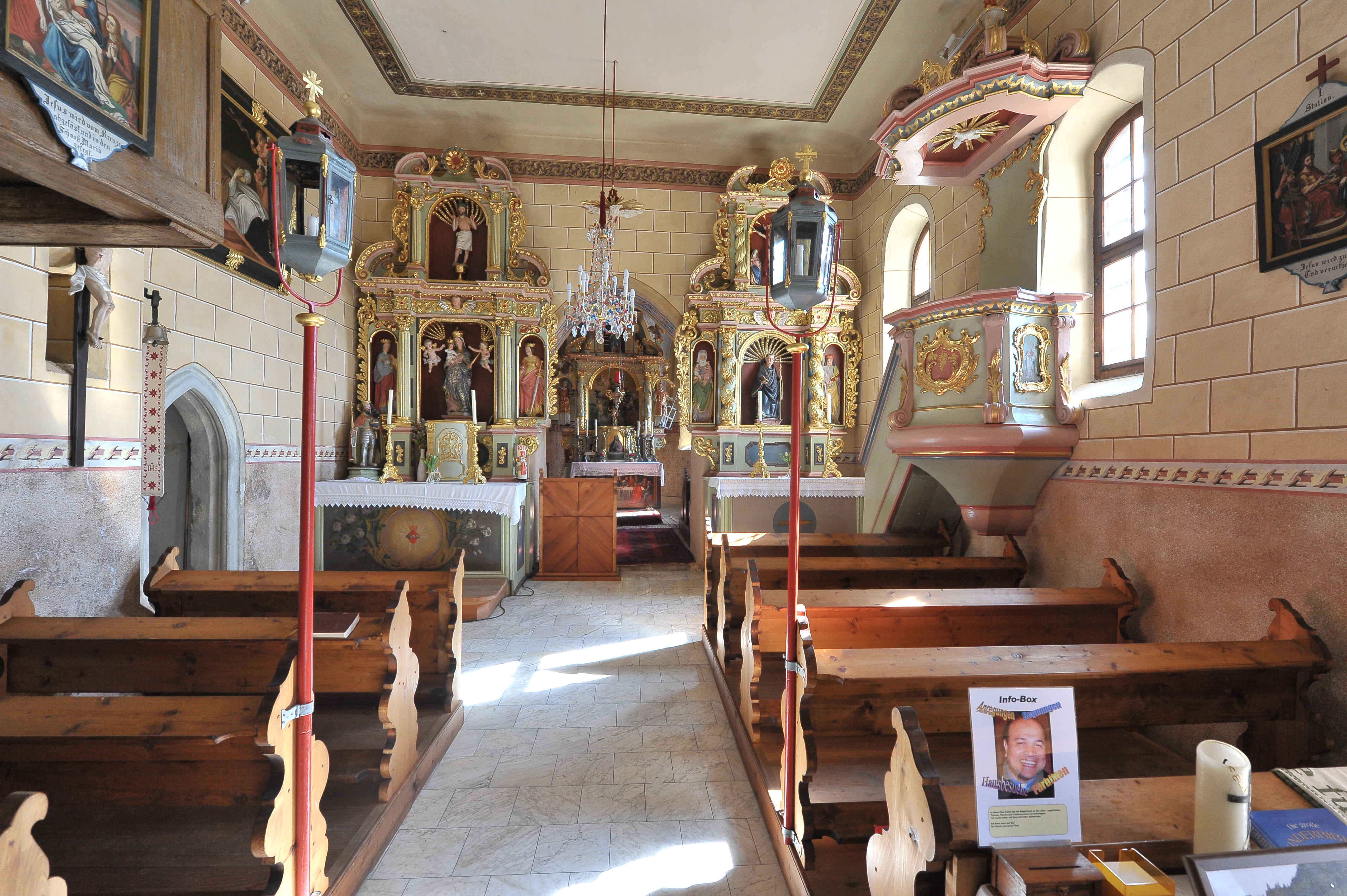
Innenansicht

Die römisch-katholische Pfarrkirche St. Oswald ob Hornburg liegt auf einer Seehöhe von 1017 m am Westabhang der Saualpe in der Gemeinde Eberstein. Die Kirche war lange Zeit eine Filiale von Klein St. Paul und bekam erst 1793 einen Kuraten. Sie steht unter Denkmalschutz (Listeneintrag).

## Baubeschreibung
Die 1369 erstmals genannte Kirche ist ein einschiffiger Bau mit einem spätgotischen Chor. Klobige, zweifach gestufte Strebepfeiler stützen den Chor mit kleinen spitzbogigen Fenstern. Der Turm an der Nordseite des Langhauses besitzt doppelte spitzbogige Schallöffnungen und wird von einem jüngeren Spitzhelm bekrönt. 1982 wurde ein Christophorusfresko aus dem 15. Jahrhundert aufgedeckt.
Das spitzbogige Gewände des Kragsteinportals wird von Säulchen mit Pyramidenabschluss flankiert, darüber befinden sich Bildnischen.
Das Langhaus ist flachgedeckt, über dem einjochigen Chor mit Fünfachtelschluss erhebt sich ein Kreuzgratgewölbe. Die historistische Ausgestaltung der Kirche stammt von 1880, die Ausmalung mit Dekorfries von 1929. An der Nordseite springt das polygonale Treppentürmchen mit drei Seiten in den Innenraum vor. Ein spitzbogiges Portal führt in die kreuzgewölbte Sakristei im Turmerdgeschoß. Im Chor befindet sich eine mit einem Eisengitter verschlossene Sakramentsnische.

## Einrichtung
Die drei Altäre entstanden um 1670.
Der Hochaltar besteht aus einer Ädikula über Sockel mit seitlichen Konsolfiguren unter Baldachinbögen und einem gesprengten Segmentgiebel mit Ädikula als Aufsatz. Die Säulenschäfte sind mit Weinranken und Beschlagwerk verziert, der Sockel, der Giebel, die Baldachine und die Ohren des Aufsatzes mit Knorpelwerk. Das Altarblatt mit dem heiligen Oswald malte Andreas Hauser Anfang des 19. Jahrhunderts. Seitlich stehen die Schnitzfiguren der Heiligen Stephanus und Laurentius, im Aufsatz die heilige Cäcilia. Auf der Tabernakeltüre ist das letzte Abendmahl abgebildet.
Die beiden Seitenaltäre haben Säulenretabel mit gleichartigem Aufbau wie der Hochaltar und tragen teilweise gotische Figuren eines ehemaligen Flügelaltars von 1520/1530.
Mittelpunkt des linken Altars ist eine 1670 gefertigte Madonna in einer Engelsglorie, flankiert von gotischen Relieffiguren der Heiligen Barbara und Katharina. Im Aufsatz steht ein Schmerzensmann.
Am rechten Altar wird die Statue des heiligen Oswald vom Ende des 15. Jahrhunderts von den Relieffiguren einer Anna selbdritt und des heiligen Hieronymus flankiert. Den Aufsatz bildet eine Kreuzigungsgruppe mit Maria und Johannes.